# Cullumia
Cullumia là một chi thực vật có hoa trong họ Cúc (Asteraceae).

## Loài
Chi Cullumia gồm các loài: